# The Amazing Spider-Man 2 (jogo eletrônico de 2014)
The Amazing Spider-Man 2 é um jogo de ação-aventura de mundo aberto baseado no personagem da Marvel Comics, Homem-Aranha, e é uma sequência de The Amazing Spider-Man de 2012. Foi desenvolvido pela Beenox e publicado pela Activision, que anteriormente desenvolveu Spider-Man: Shattered Dimensions, Spider-Man: Edge of Time, e seu antecessor,  The Amazing Spider-Man. É vagamente baseado no filme de 2014 do mesmo nome.
Uma versão da Gameloft foi lançada em 17 de abril para dispositivos iOS e Android.
Foi lançado em 29 de abril na América do Norte e 2 de maio na Europa para Microsoft Windows, Nintendo 3DS, PlayStation 3, PlayStation 4, Wii U e Xbox 360. A versão Xbox One foi originalmente relatado como atrasado, mas foi lançado ao lado do outro Plataformas digitais, enquanto a liberação de cópias físicas foi adiada por duas semanas.

## Enredo
Depois de Dennis Carradine, o homem que assassinou o tio Ben de Peter Parker, é assassinado por um assassino em série conhecido como o "assassino de carnificina", Peter Parker também conhecido como o homem-aranha de vigilante decide rastrear o assassino de Carradine e trazê-lo a Ravencroft, Uma prisão para criminosos insanos. O CEO da Oscorp, Harry Osborn, e o bilionário Wilson Fisk anunciam que suas empresas estão trabalhando juntas para financiar a Força-Tarefa de Crimes Avançados, uma força policial privatizada destinada a conter criminosos e Spider-Man, após um ataque à Torre Oscorp por Herman Shultz (um dos contratados de Carradine) Que Spider-Man encontrou antes Herman se tornou Shocker). Quando Fisk se oferece para tirar Oscorp das mãos de Harry, Harry o rejeita. Fisk então decide esperar até que Harry morra da doença que matou o pai de Harry, Norman Osborn.
Enquanto isso, Spider-Man é encontrado por um homem chamado Kraven, que veio para a cidade de Nova York em uma tentativa de caçar e matar todos os experimentos de espécies cruzadas de Oscorp. Kraven oferece a Peter a chance de agir como seu protegido. Peter aceita e os dois trabalham juntos para encontrar o Carnage Killer. Peter eventualmente consegue obter uma descrição do Carnage Killer. Ele usa e um mapa, que ele tirou de um esconderijo russo, para localizá-lo, com a ajuda de Kraven. Eles encontram o assassino que se revela como Cletus Kasady. Spider-Man e luta Kasady, e Kasady é derrotado. Peter se recusa a matar Kasady, depois Kraven exorta-lo a. Kasady é apreendido pela polícia e levado para Ravencroft, onde ele encontra o assistente de Harry Osborn, Donald Menken. Kasady é então experimentado com um código vermelho simbiótico chamado Venom, que foi originalmente destinado a curar a doença de Norman Osborn.
Logo após um homem chamado "Kingpin" começa a preencher o vácuo de poder. Peter faz o seu caminho para o apartamento de Harry, a fim de receber informações sobre Wilson Fisk, que ele acredita ser o Kingpin. Harry diz a Peter que ele está morrendo e pede ajuda para Spider-Man, acreditando que seu sangue pode ajudá-lo com uma cura. Peter visita Harry como Homem-Aranha e diz-lhe que ele não pode dar-lhe o seu sangue para evitar outro incidente como o incidente Lagarto e precisa de tempo para pesquisar seu sangue, em que ele se vira Harry como pesquisar seu sangue não é nada além de uma perda de tempo Para Harry. Depois da discussão, Spider-Man faz o seu caminho para o loft de Kraven, depois de descobrir que Fisk o pagou para caçar Spider-Man. Enquanto lá, ele é tranqüilizado por Kraven e forçado a lutar com ele no Central Park. Kraven revela que ele só o treinou para fazer de Spider-Man um oponente digno. Spider-Man derrota Kraven e coage informações dele sobre como chegar a Kingpin.
Chegando em Fisk Tower, Spider-Man infiltra um dos caminhões e monta para o esconderijo Kingpin. Spider-Man, em seguida, continua a lutar contra os soldados da Força-Tarefa Enhanced Crime e assassinos de rua antes de entrar no esconderijo e enfrentar Kingpin. Spider-Man derrota Kingpin e começa a cortar seu computador para provas incriminatórias. Mas ele é forçado a sair depois que um homem que se chama Electro causa estragos em Manhattan. Enquanto isso, Harry, que permanece como o chefe da Oscorp, descobre e se injeta com o veneno de aranha de Richard Parker, que deu a Peter seus poderes, bem como ouvir de seu empregador sobre os rumores de que o Kingpin está tentando assumir a sua empresa são verdadeiros . O Homem-Aranha encontra o louco e grotesco Harry que se dubla o "Duende Verde" e é forçado a derrotá-lo.
Depois, Peter visita o Ravencroft Institute, depois de grandes tumultos irromperem. Spider-Man encontra Kasady, em Ravencroft. Tentando pará-lo, Spiderman é cortado violentamente na cabeça. Rapidamente recuperados, Spidey e Cletus se envolvem em combate. Kasady é oprimido pelo symbiote, que foi experimentado nele por Menken e dubs si mesmo Carnage. Spiderman então suavemente confronta Kassady (jogadores começam a escolher a seqüência de perguntas Peter pede.). O simbionte eventualmente é queimado e danificado pela explosão sísmica de Spider-Man e Kasady é levado sob custódia. Algum tempo depois, Peter visita Stan em sua loja de presentes. Lá, Stan incentiva-o a ser o homem tio Ben teria queria que ele seja antes de Peter retoma seu papel como Homem-Aranha.
Em uma cena de pós-créditos, o Kingpin explica que ele continuará a financiar a Força-Tarefa de Crime Avançado sem Harry. Chameleon, que estava realmente posando como Donald Menken o tempo todo, visita o Kingpin e pergunta-lhe qual é o seu próximo plano eo Kingpin responde que o verdadeiro trabalho começa.